# X-Faktor a világban
Az X-Faktor tehetségkutató nem csupán Magyarországon, hanem a világ több országában, például Szaúd-Arábiában, Koszovóban, az Egyesült Királyságban is bemutatásra került.
| Ország/Régió            | Neve                              | Csatorna                                             | Győztes | Zsűrik | Műsorvezető(k) |
| ----------------------- | --------------------------------- | ---------------------------------------------------- | --- | --- | --- |
| - Albánia - Koszovó     | X Factor                          | TV Klan Website                                      | * 1. évad 2012: Sheila Haxhiraj - 2. évad 2012–13: Arilena Ara - 3. évad 2013–14: Ergi Dini - 4. évad 2015: Edea Demaliaj - 5. évad 2017: A következő évben | - Jelenlegi - Pandi Laço - Alban Skënderaj - Miriam Cani (4–) - Bleona Qereti (4–) - Régebbi - Vesa Luma (1) - Juliana Pasha (1) - Altuna Sejdiu (2–3) - Soni Malaj (2–3) | - Alketa Vejsiu |
| Egyesült Arab Emírségek | The X Factor                      | Rotana (1-2) CBC (3) MBC 4 (4)                       | - 1. évad, 2006: Rajaa Kasabni - 2. évad, 2007: Muhammad El Majzoub - 3. évad, 2013: Mohammed Elrifi - 4. évad, 2015: Hamza Hawsawi | - Raisa (1–2) - Michel Elefteriades (1–2) - Nelly (Egyptian entertainer) (1) - Rinni Wulandari (2) - Carole Samaha (3) - Elissa (3–4) - Hussain Al Jasmi (3) - Wael Kfoury (3) - Ragheb Alama (4) - Donia Samir Ghanem (4) | - Joel Rahme (1–2) - Bassel Alzaro (3–4) - Yosra Lozy (3) - Daniella Rahme (4) |
| - Örményország          | ԻՔՍ–ՖԱԿՏՈՐ X–Factor               | Shant TV Website                                     | - Season 1, 2010–11: Vrezh Kirakosyan - Season 2, 2012–13: Kim Grigoryan - Season 3, 2014: Vahé Margaryan - Season 4, 2016-17: Jelenleg megy | - Jelenlegi - Garik Papoyan - André (2–) - Erik (4-) - Shushan Arevshatyan (4-) - Régebbi - Egor Glumov (1, 3) - Naira Gyurjinyan (1–2) - Gisane Palyan (1–2) - Emmy (3) | - Aram Mp3 (1–2) - Grisha Aghakhanyan (3) |
| Ausztrália              | X Factor: Next Generation.        | Jelenleg Seven Network (2–) Régebben Network Ten (1) | - 1. évad, 2005: Random - 2. évad, 2010: Altiyan Childs - 3. évad, 2011: Reece Mastin - 4. évad, 2012: Samantha Jade - 5. évad, 2013: Dami Im - 6. évad, 2014: Marlisa Punzalan - 7. évad, 2015: Cyrus Villanueva - 8. évad, 2016: Isaiah Firebrace | - Jelenlegi - Guy Sebastian (2–4, 7–) - Mel B (3–4, 8–) - Iggy Azalea (8–) - Adam Lambert (8–) - Régebbi - Kate Ceberano (1) - Mark Holden (1) - John Reid (1) - Ronan Keating (2–6) - Natalie Imbruglia (2) - Kyle Sandilands (2) - Natalie Bassingthwaighte (3–6) - Dannii Minogue (5–7) - Redfoo (5–6) - James Blunt (7) - Chris Isaak (7)        | - Jelenlegi - Jason Dundas (8–) - Régebbi - Daniel MacPherson (1) - Chloe Maxwell (The Xtra Factor,1) - Luke Jacobz (2–7) - Natalie Garonzi (The Xtra Factor, 2) |
| Magyarország            | X-Faktor                          | RTL Klub RTL Website                                 | - 1. évad, 2010: Vastag Csaba - 2. évad, 2011: Kocsis Tibor - 3. évad, 2012: Oláh Gergő - 4. évad, 2013: Danics Dóra - 5. évad, 2014: Tóth Andrea - 6. évad, 2016: Opitz Barbara - 7. évad, 2017: Ricco & Claudia - 8. évad, 2018: USNK - 9. évad, 2019: Ruszó Tibor - 10. évad, 2021: ALEE - 11. évad, 2022: Solyom Bernadett - 12. évad, 2023:                                               | - Jelenlegi - ByeAlex (6–) - Gáspár Laci (6–) - Puskás Peti (6–) - Csobot Adél (10–) - Régebbi - Tóth Gabi (4–6) - Geszti Péter (1–4) - Keresztes Ildikó (1–3) - Malek Miklós (1–3) - Nagy Feró (1–3) - Alföldi Róbert (4–5) - Szikora Róbert (4–5) - Radics Gigi (7–8) - Little G (5) - Dallos Bogi (9)                                             | - Jelenlegi - Miller Dávid (10–) - Régebbi - Kiss Ramóna (7–9) - Istenes Bence (4–6 + 7. évad döntő) - Ördög Nóra (1–3) - Sebestyén Balázs (1) - Lilu (4) |
| Egyesült Királyság      | The X Factor                      | ITV Website                                          | - 1. évad 2004: Steve Brookstein - 2. évad 2005: Shayne Ward - 3. évad 2006: Leona Lewis - 4. évad 2007: Leon Jackson - 5. évad 2008: Alexandra Burke - 6. évad 2009: Joe McElderry - 7. évad 2010: Matt Cardle - 8. évad 2011: Little Mix - 9. évad 2012: James Arthur - 10. évad 2013: Sam Bailey - 11. évad 2014: Ben Haenow - 12. évad 2015: Louisa Johnson - 13. évad 2016: Jelenleg megy | - Jelenlegi - Simon Cowell (1–7, 11–) - Sharon Osbourne (1–4, 10, 13–) - Louis Walsh (1–11, 13–) - Nicole Scherzinger (9–10, 13–) - Régebbi - Dannii Minogue (4–7) - Brian Friedman (auditions, 4) - Cheryl Fernandez-Versini (5–7, 11–12) - Gary Barlow (8–10) - Kelly Rowland (8) - Tulisa (8–9) - Mel B (11) - Nick Grimshaw (12) - Rita Ora (12) | - Jelenlegi - Dermot O'Leary (The X Factor, 4–11, 13–) - Rylan Clark-Neal (X Factor extra, 13–) - Matt Edmondson (X Factor extra, 13–) - Régebbi - Kate Thornton (The X Factor, 1–3) - Ben Shephard (X Factor extra, 1–3) - Fearne Cotton (X Factor extra, 4) - Holly Willoughby (X Factor extra, 5–6) - Konnie Huq (X Factor extra, 7) - Caroline Flack (X Factor extra, 8–10; The X Factor, 12) - Olly Murs (X Factor extra, 8–9; The X Factor, 12) - Matt Richardson (X Factor extra, 10) - Sarah-Jane Crawford (X Factor extra, 11) - Rochelle Humes (X Factor extra, 12) - Melvin Odoom (X Factor extra, 12) |
| Egyesült Királyság      | The X Factor: Battle of the Stars | ITV Website                                          | - 1. évad 2006: Lucy Benjamin | - Simon Cowell - Sharon Osbourne - Louis Walsh | - Kate Thornton |